# روبرت الثاني، كونت درو
روبرت الثاني دي درو (بالفرنسية: Robert II de Dreux)‏ (1154 - 28 ديسمبر 1218) كان كونت درو وبرين، هو الأبن الثاني والبكر لـ روبرت الأول، كونت درو وزوجته الثالثة أغنيس دي بودمونت، كونتيسة برين؛ وأيضا هو حفيد لويس السادس ملك فرنسا.
شارك روبرت في الحملة الصليبية الثالثة من خلال حصار عكا وأيضا في معركة أرسوف، وأيضا شارك في حرب ضد ملوك أنجويون في نورماندي بين عامي 1193 و1204، واستطاع روبرت استيلاء على قلعة نونانكورت عندما كان الملك ريتشارد الأول ملك إنجلترا مسجون في ألمانيا في أواخر 1193، وأيضا في عام 1210 شارك في الحملة الصليبية على الكثار، وفي 1214 قاتل بجنب الملك فيليب أغسطس في معركة بوفين.

## الزواج والأبناء
- تزوج أولا من ماهوت دي بورغندي في 1178، ولكن انفصالا في 1181 ليس لديه أبناء منها كان سبب الانفصال هو القرابة بينهما؛ بحيث كانا روببرت وماهوت من أحفاد ويليام الأول كونت بورغندي، وأيضا كلاهما من نسل روبرت الثاني ملك فرنسا.[7]
- ثم تزوج من يولاند دي كوسي؛ وأنجبت له:-[8]

1. روبرت الثالث (1234-1185)؛ كونت درو وبرين.
2. بيير (1250-1190)؛ دوق بريتاني.[9]
3. هنري (1240-1193)؛ رئيس أساقفة ريمس.[10]
4. جان (1239-1198)؛ كونت فيين وماكون.[11]
5. فيليبا (1242-1192)؛ تزوجت من هنري الثاني دي بار.
6. أليس؛ تزوجت من والتر الرابع دي فيين، لورد سالينس؛ ثم تزوجت من رينارد الثاني دي شواسيول.[12]
7. أغنيس (1258-1195)؛ تزوجت من ستيفن الثالث، كونت أوكسن.
8. يولاندا؛ تزوجت من راؤول الثالث دي لوزينيان.[13]